# Американская рапсодия
«Американская рапсодия» (англ. An American Rhapsody) — венгерско-американский биографический драматический фильм 2001 года, рассказывающий историю 15-летней девочки из венгерско-американской семьи. Фильм основан на реальной истории режиссера Эвы Гардош, которая также написала сценарий.

## Сюжет
В 1950 году венгерская пара, Петер и Маргит, вынуждены бежать из репрессивной Венгерской Народной Республики в Соединенные Штаты, взяв с собой свою старшую дочь Марию. К сожалению, они вынуждены оставить свою маленькую дочь Сусанну, которую воспитывает добрая приемная пара. Пять лет спустя Петер и Маргит договариваются с Американским Красным Крестом о том, чтобы Сусанна переехала в их новый дом в Лос-Анджелесе. Так, сбитая с толку молодая девушка вынуждена смириться со своим внезапным переездом. В возрасте 15 лет Сусанна, непокорная и неуверенная в себе, пытается примириться со своими корнями и решает вернуться в Будапешт, чтобы разгадать свое прошлое и найти свою истинную сущность.

## В главных ролях
- Настасья Кински — Маргит
- Скарлетт Йоханссон — Сусанна
- Тони Голдуин — Петер
- Мэй Уитман — Мария

## Приём
Фильм получил смешанные отзывы и в настоящее время имеет рейтинг 51/100 на Metacritic, основанный на 22 критиках, что указывает на смешанные или средние отзывы. Rotten Tomatoes дает фильму рейтинг одобрения 55%, основанный на 60 рецензиях, со средним рейтингом 5,61/10. Консенсус критиков сайта гласит: Несмотря на очевидный старание, «Американская рапсодия» — это неравномерное, тяжеловесное усилие, особенно во второй половине.